# Giles County, Virginia
Giles County är ett administrativt område i delstaten Virginia, USA, med 17 286 invånare. Den administrativa huvudorten (county seat) är Pearisburg. 

## Geografi
Enligt United States Census Bureau så har countyt en total area på 933 km². 925 km² av den arean är land och 8 km² är vatten.     

### Angränsande countyn
- Summers County, West Virginia - nord
- Monroe County, West Virginia - nord
- Craig County - öst
- Montgomery County - sydost
- Pulaski County - syd
- Bland County - väst
- Mercer County, West Virginia - nordväst